# Cultura dei telefoni cellulari in Giappone

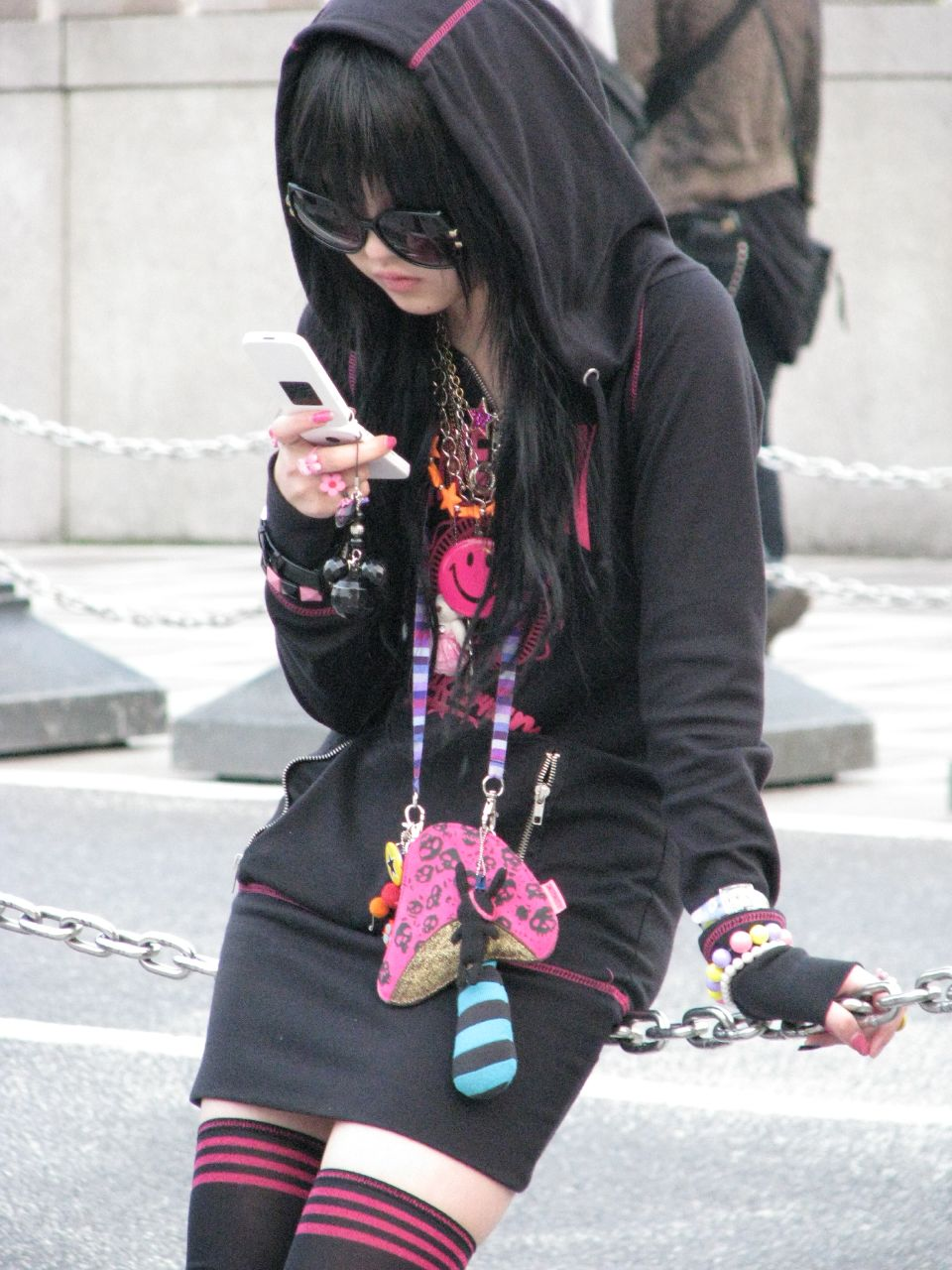
Una Harajuku girl alle prese con il suo cellulare

La cultura dei telefoni cellulari in Giappone in età contemporanea riveste un ruolo fondamentale nella cultura di massa nel paese asiatico.
La loro massiccia diffusione e popolarità tra i giapponesi, sommate alla particolarità dell'utilizzo degli stessi dispositivi, hanno dato vita allo sviluppo di una vera e propria cultura dei telefoni cellulari. Essi vengono chiamati keitai denwa (携帯電話? letteralmente "telefoni portatili", o semplicemente keitai) e gran parte della popolazione giapponese ne possiede almeno uno (nel 2016 i cellulari in uso erano oltre 170 milioni).
In Giappone la cultura per la telefonia mobile si è sviluppata in modo del tutto differente rispetto ad altri paesi del mondo, situazione che ha portato i giapponesi a soprannominare i loro dispositivi "cellulari Galapagos", in quanto strutturati e progettati con caratteristiche uniche e particolari adatte al solo territorio nipponico. A questo va aggiunta la riluttanza dei maggiori produttori giapponesi di telefonia mobile a partecipare alla corsa all'innovazione degli smartphone, i quali hanno iniziato a diffondersi prorompentemente in Giappone solo dagli anni dieci del XXI secolo.
I cellulari vengono utilizzati soprattutto per la navigazione su Internet, mentre tra le caratteristiche più particolari vi sono l'utilizzo costante delle e-mail (a discapito della funzionalità SMS e delle chiamate vocali) e la possibilità di fare acquisti solamente avvicinando il dispositivo su qualsiasi lettore abilitato utilizzandolo come un vero e proprio bancomat. L'uso del telefonino è diventato parte integrante della vita moderna dei giovani giapponesi, i quali sono considerati la forza trainante del settore telefonico nipponico: a loro è dovuta la diffusione di nuove mode e sub-culture quali le cell phone novel ("romanzi per cellulare"), nuove forme di linguaggio come il gyaru-moji ("alfabeto delle giovani ragazze"), ma anche nuove forme di cyberbullismo, fenomeno piuttosto comune tra gli studenti giapponesi.

## Diffusione del fenomeno

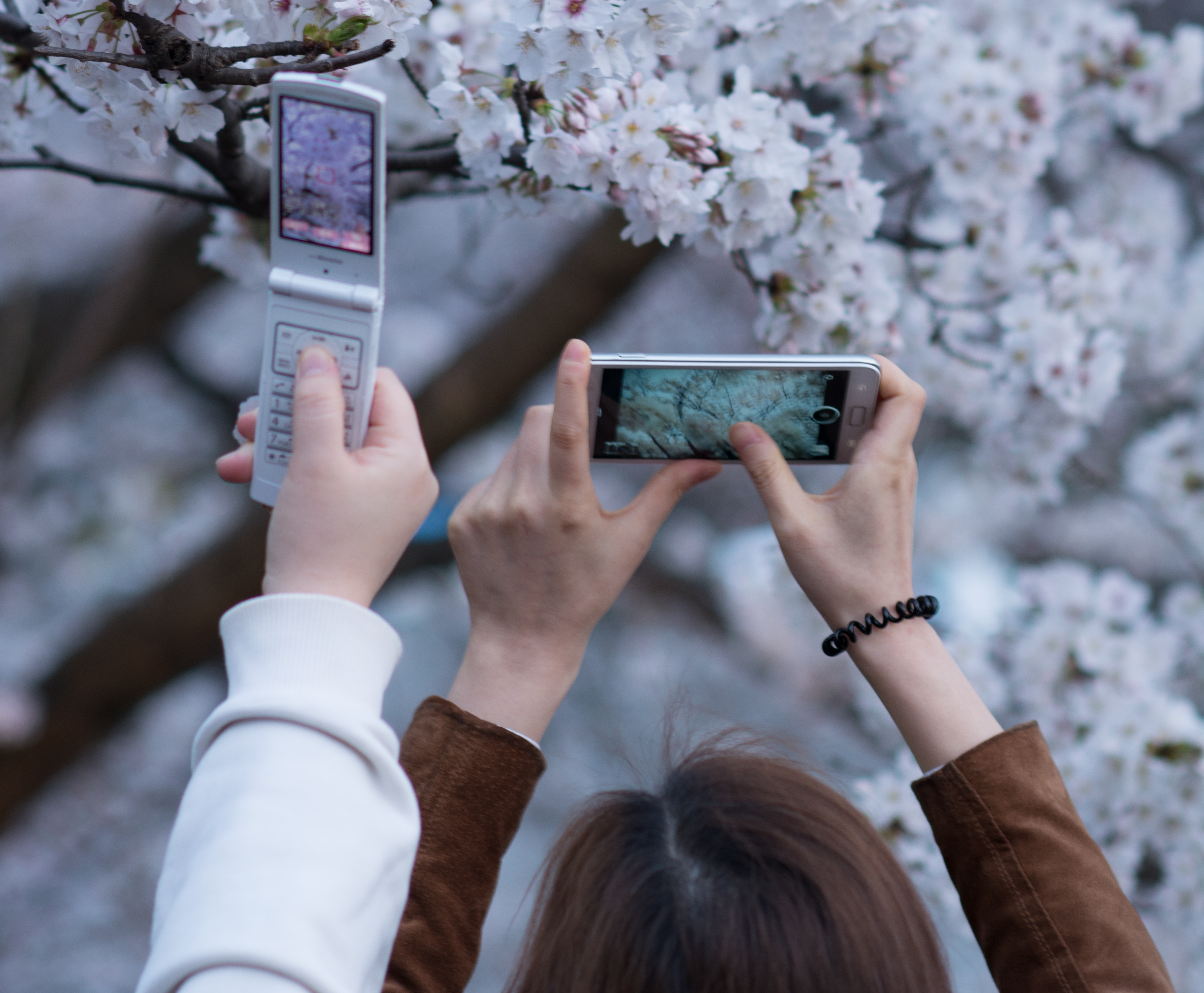
Due persone scattano una foto utilizzando il proprio cellulare: a sinistra con un gara-kei, a destra con uno smartphone

I telefoni cellulari in Giappone hanno subito negli anni novanta e duemila una notevole evoluzione, fino a raggiungere lo status di oggetto indispensabile nella vita dei giapponesi. Storicamente il Giappone è stato uno dei paesi leader nel campo della ricerca di nuove tecnologie da applicare al mercato della telefonia mobile, grazie allo sviluppo dei primi standard per la trasmissione dati alla fine degli anni settanta e per essere stato il primo paese a introdurre la tecnologia 3G su scala commerciale.
In Giappone l'industria della telefonia mobile si è tuttavia sviluppata in modo del tutto differente rispetto ad altri paesi del mondo, con caratteristiche uniche e particolari che lo hanno portato a essere paragonato in questo settore alle isole Galapagos. Nel XXI secolo il Giappone è diventato infatti, a livello di telefonia mobile, l'equivalente di ciò che erano nell'Ottocento le Galapagos per Charles Darwin: un ambiente popolato da specie uniche nel loro genere, evolutesi in totale isolamento dal resto del mondo. Già dopo l'introduzione di standard pensati appositamente per il mercato nazionale (come PHS, PDC e FOMA, usati in alternativa a GSM e UMTS, più diffusi in Occidente), i giapponesi hanno preso l'abitudine di chiamare i loro telefoni "cellulari Galapagos" (ガラパゴス携帯?, Garapagosu keitai o ガラケー?, gara-kei), perché destinati a non uscire mai dal confine giapponese in quanto strutturati e progettati per funzionare solo nel territorio nipponico. In conseguenza a questo fenomeno vi era la tendenza, da parte dei colossi della telefonia nipponica, a non partecipare alla corsa all'innovazione degli smartphone (スマートフォン?, sumātofon), con una media annuale di appena 10 milioni di smartphone prodotti rispetto ai 100-200 milioni di esemplari prodotti ogni anno da Apple e Samsung. Dagli anni dieci del XXI secolo gli smartphone hanno cominciato a diffondersi prorompentemente anche in Giappone, soprattutto tra gli adolescenti, segnando un importante cambiamento nel mercato della telefonia mobile.
Il Giappone è al terzo posto nella produzione e nella vendita nel campo della telefonia cellulare, con un fatturato di circa 70 miliardi di dollari nel 2004. Nel 2016 il numero di abbonati a una qualsiasi compagnia telefonica giapponese ha raggiunto i 173 milioni. Nel 2011 circa il 60-70% delle persone comprese tra i 13 e i 59 anni faceva uso di un cellulare: tra gli ultra-sessantenni era più diffuso l'uso del cellulare rispetto al PC (32,2% contro 31,1%), mentre tra gli under-20 il 44% utilizzava uno smartphone. Nel 2013 il 70% delle persone che ha acquistato un cellulare ha optato per uno smartphone; ciò nonostante i telefonini basici (i gara-kei per i giapponesi) avevano ancora una presenza significativa nel mercato nipponico, a causa dei prezzi elevati e dell'eccessiva complessità dei piani tariffari dei cellulari più moderni (nell'anno successivo il numero delle vendite dei semplici cellulari a conchiglia ha superato addirittura quello degli smartphone).
Nel 2014 si è registrato un declino degli accessi Internet via PC del 10-20%, a favore di un aumento del 60% del traffico mobile, anche se il numero medio mensile dei visitatori dei dieci maggiori siti web giapponesi utilizzanti un PC (52,1 milioni) superava ancora quello delle persone utilizzanti un browser mobile (42,6 milioni) o un'applicazione apposita (41,9 milioni).

## Caratteristiche principali

### Internet, e-mail e servizi di rete sociale

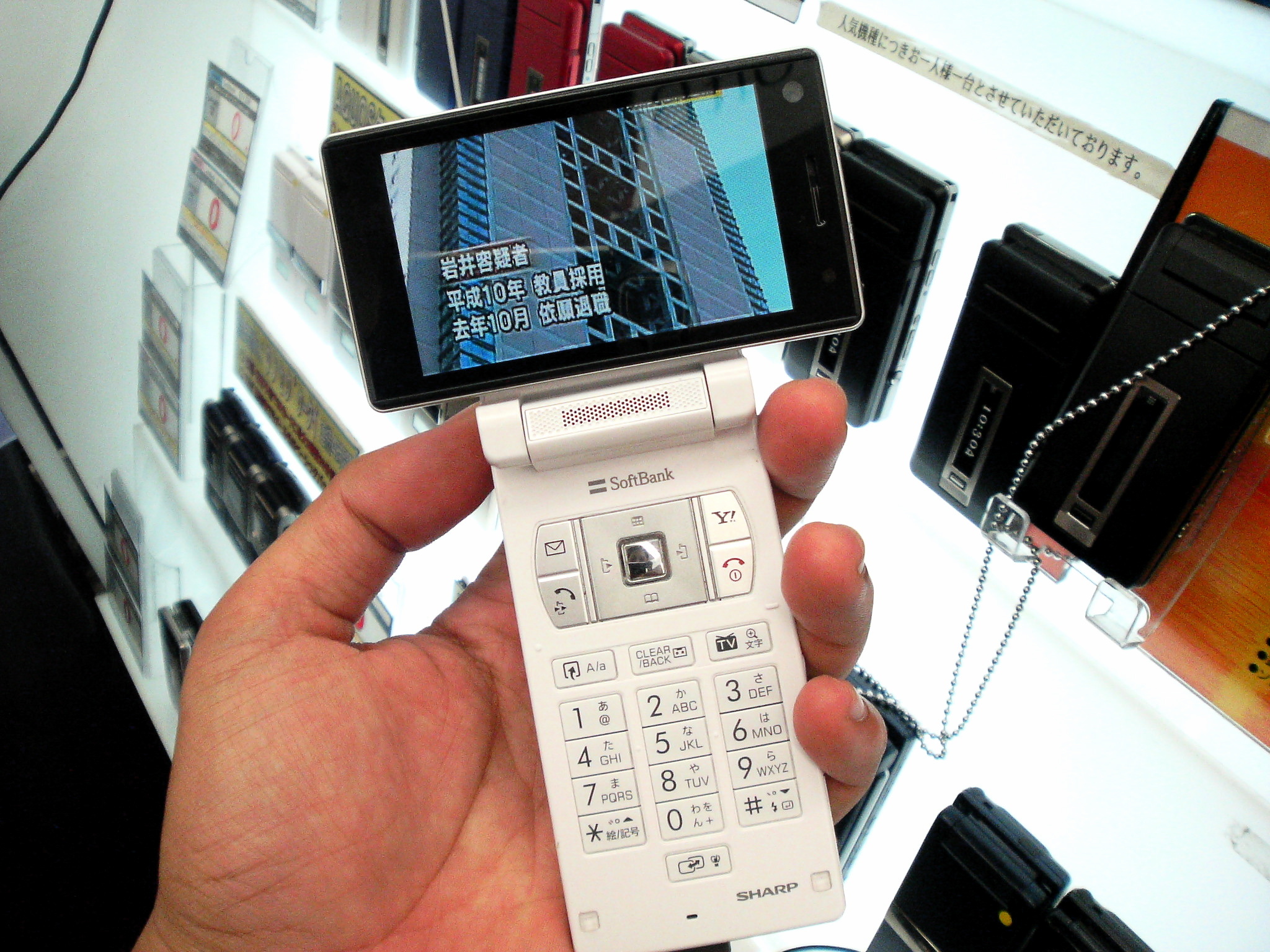
Un cellulare che utilizza la funzione 1seg

Una delle caratteristiche principali dei cellulari giapponesi è l'utilizzo costante delle e-mail da parte dei consumatori, a discapito della funzionalità SMS e in alcuni casi anche delle classiche chiamate, soprattutto in luoghi pubblici. A ogni cellulare viene assegnato un indirizzo e-mail al momento della sottoscrizione dell'abbonamento a una compagnia telefonica, operazione, quest'ultima, che richiede un certificato di residenza, un conto in una banca giapponese o con una carta di credito locale, un contratto di lavoro o la presenza di un garante di nazionalità giapponese, oltre al regolare passaporto, requisiti simili a quanto viene richiesto per la stipula di un contratto di affitto. Il concetto di posta elettronica in Giappone viene associato principalmente al cellulare, e addirittura, alcuni giovani giapponesi ignorano la possibilità di inviare e-mail attraverso un PC.
Una delle funzioni più importanti è la navigazione Internet, la quale ha aiutato la crescita del mercato. Prima della massiccia diffusione degli smartphone il modo più comune di accedere era attraverso piattaforme Internet, come ad esempio la i-mode della NTT docomo, nata nel 1999, che grazie alla capacità di offrire vari servizi (come ad esempio le suonerie telefoniche) sommati a un facile accesso a Internet divenne una piattaforma leader nel settore. Con l'avvento degli smartphone la popolarità dei social network, delle applicazioni di messaggistica istantanea come sistema di comunicazione (su tutte Line) o di tecnologie per la connessione wireless (come Wi-Fi o WiMax) è aumentata considerevolmente, sebbene denunciando un palese ritardo rispetto, per esempio, all'Occidente. Da una stima riportata dal Ministero degli affari interni e delle comunicazioni riferita all'anno 2008, 75 milioni di giapponesi utilizzavano il cellulare per l'accesso a Internet, pari all'82% degli utenti Internet.
Un'altra funzione molto popolare è la cosiddetta 1seg (ワンセグ?, wansegu), la quale permette ai consumatori di guardare la TV sul cellulare via digitale terrestre. Tra le altre funzioni vi sono la possibilità di ascoltare brani musicali, l'utilizzo di videocamere con le quali girare filmati ad alta qualità, e giocare coi videogiochi.

### Acquisti tramite cellulare

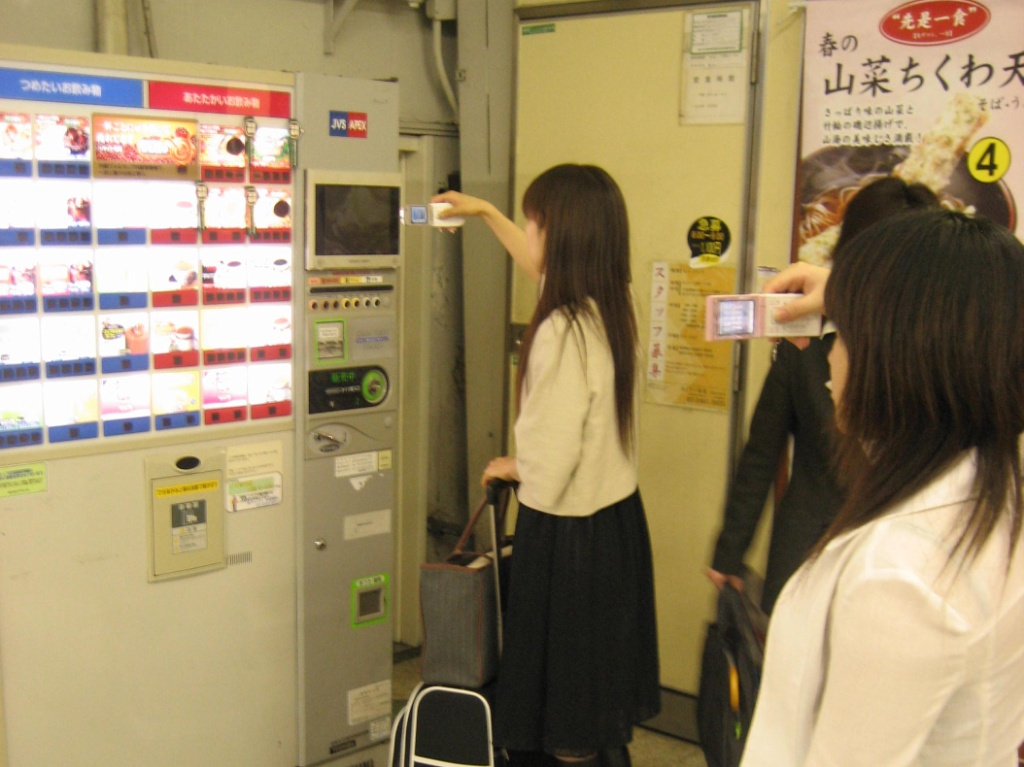
Una giovane donna fa degli acquisti utilizzando il suo cellulare

Uno degli usi più particolari dei cellulari in Giappone è la possibilità di fare acquisti solamente avvicinando il dispositivo su qualsiasi lettore abilitato utilizzandolo come un vero e proprio bancomat. Questo servizio, noto come osaifu-keitai (おサイフケータイ? letteralmente "portafoglio portatile"), è integrato nei telefoni che supportano la tecnologia FeliCa ed è attivo dal 2004; in breve tempo è diventato il metodo standard di mobile payment in Giappone, sebbene l'introduzione degli iPhone della Apple (che non supportavano questa funzione) abbia comportato un netto calo dei suoi utilizzatori. Il servizio offre la possibilità, oltre di pagare tramite denaro elettronico, di utilizzare il telefono come documento d'identità, carta fedeltà o carta di credito.

### Mobile game
Nei primi anni duemila i videogiochi pensati esclusivamente per i cellulari erano particolarmente popolari in Giappone, molti anni prima di guadagnare popolarità negli Stati Uniti e in Europa. Dal 2003 è disponibile una vasta gamma di giochi per cellulari per i telefonini giapponesi, i quali vanno dai classici puzzle game agli animali virtuali da accudire ai giochi più complessi con una grafica tridimensionale. I giochi per cellulare sono diventati popolari grazie soprattutto ai giochi arcade, per i quali il cellulare risulta essere la piattaforma ideale.
La Namco è un produttore leader nella realizzazione dei videogiochi per cellulari, i quali hanno beneficiato negli anni dell'avanzamento tecnologico dei cellulari stessi per progredire nella qualità della grafica e della giocabilità. Nel 2003 la Namco aveva pubblicato un videogioco di combattimento che sfruttava la videocamera del cellulare per creare un alter ego del videogiocatore, impostandone le abilità e la forza in base alla sua fisionomia. Nello stesso anno, la casa videoludica giapponese ha fatto un tentativo per esportare questa tecnologia anche in Europa.
Tra gli altri videogiochi pubblicati nel 2003 vi era un gioco simile al Tamagotchi nel quale, per poter nutrire l'animale virtuale, era necessario scattare fotografie a del cibo reale con la fotocamera del cellulare. Un altro gioco simile prevedeva lo sfruttamento delle impronte digitali per interagire con l'animale virtuale. Infine un altro gioco popolare prevedeva l'utilizzo del microfono del telefono per migliorare l'abilità di pronuncia della lingua giapponese nei bambini.
Agli inizi degli anni 2010 il mercato si è ulteriormente evoluto, grazie all'entrata nel settore della Konami, la quale ha lanciato in commercio i nuovi smartphone Android con schermi 3D autostereoscopici, in grado di supportare giochi in tre dimensioni giocabili senza l'ausilio degli occhialini.

## Il fenomeno tra gli adolescenti

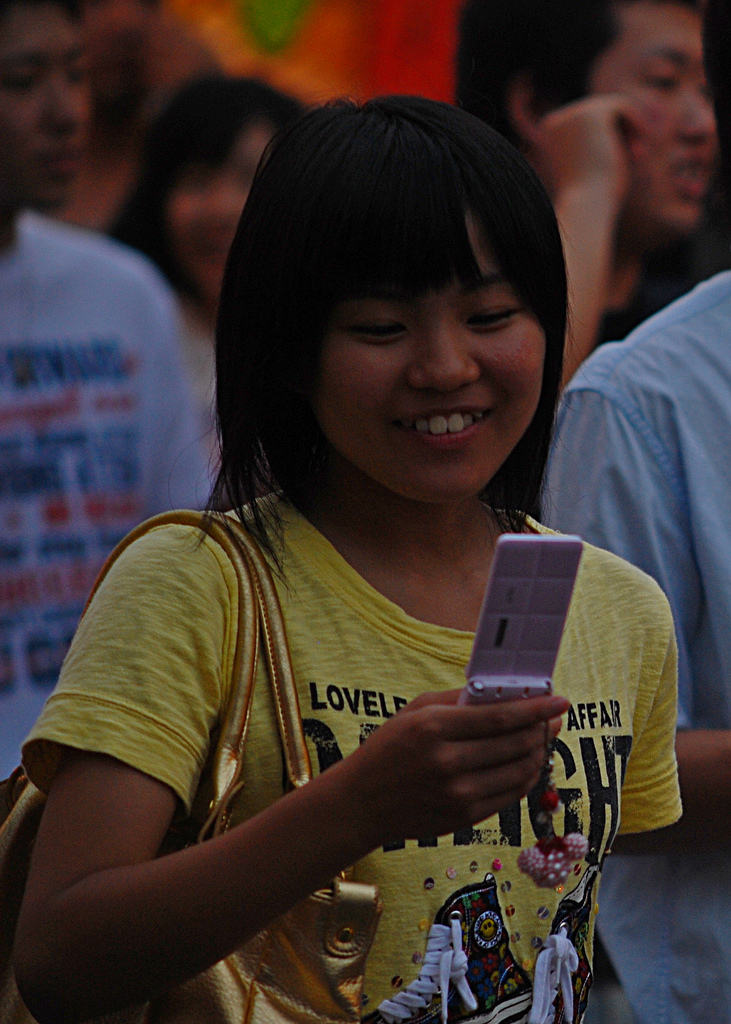
La cultura keitai è diffusa soprattutto tra gli adolescenti

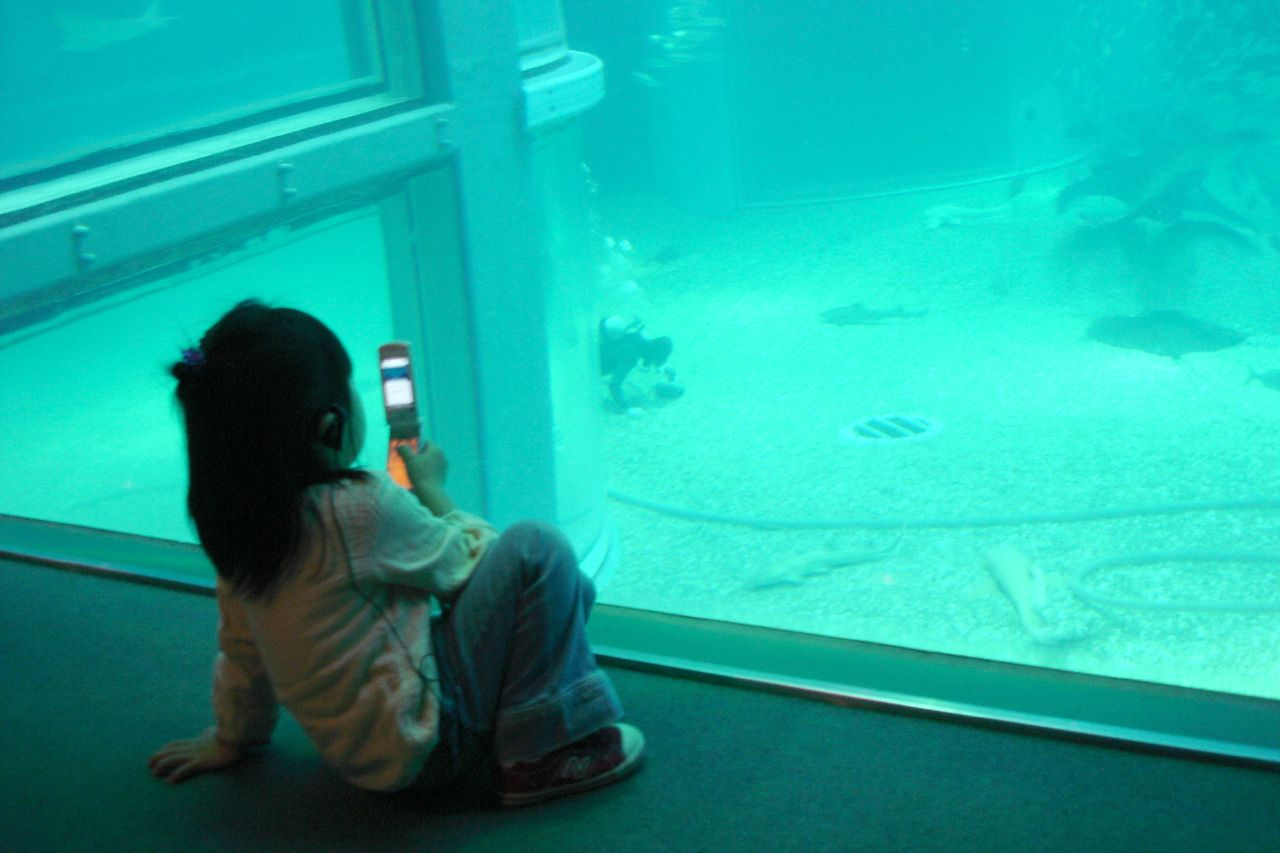
Una bambina intenta a scattare una foto con il suo cellulare

Il telefono cellulare è diventato parte integrante della vita moderna dei giovani giapponesi.
Circa il 60% degli studenti delle scuole medie possiede un cellulare, e quasi la metà di essi lo utilizza per spedire più di 20 e-mail al giorno. Tra gli studenti delle scuole superiori la percentuale sale al 96%, con una media di utilizzo di 4 ore tra i ragazzi e 7 ore tra le ragazze. Un sondaggio effettuato nel 2008 nella città di Osaka ha rivelato che il 18,2% degli studenti delle scuole medie e il 29,5% di quelli delle scuole superiori utilizzava il cellulare per più di tre ore al giorno, mentre l'8% delle studentesse delle superiori inviava più di 100 e-mail al giorno. Lo stesso sondaggio ha rivelato che il 50% degli studenti utilizza il cellulare anche quando si trova in bagno. Una stima del Ministero della salute, del lavoro e del welfare riferita al 2013 evidenziava che, tra gli adolescenti in possesso di un cellulare, il 7,6% degli studenti delle elementari, il 25,3% delle medie e il 55,9% degli studenti delle scuole superiori possedevano uno smartphone, e che queste percentuali fossero destinate ad aumentare.
Gli adolescenti sono la forza trainante del settore telefonico giapponese. Sono particolarmente affezionati a l'invio di messaggi brevi, e molti di essi sostengono siano più divertenti da ricevere e inviare piuttosto che parlare faccia a faccia. Essi sono diventati molto abili ed esperti nell'uso delle dita con le quali si premono i tasti, tanto da guadagnarsi l'appellativo di thumb generation.

### Romanzi per cellulare

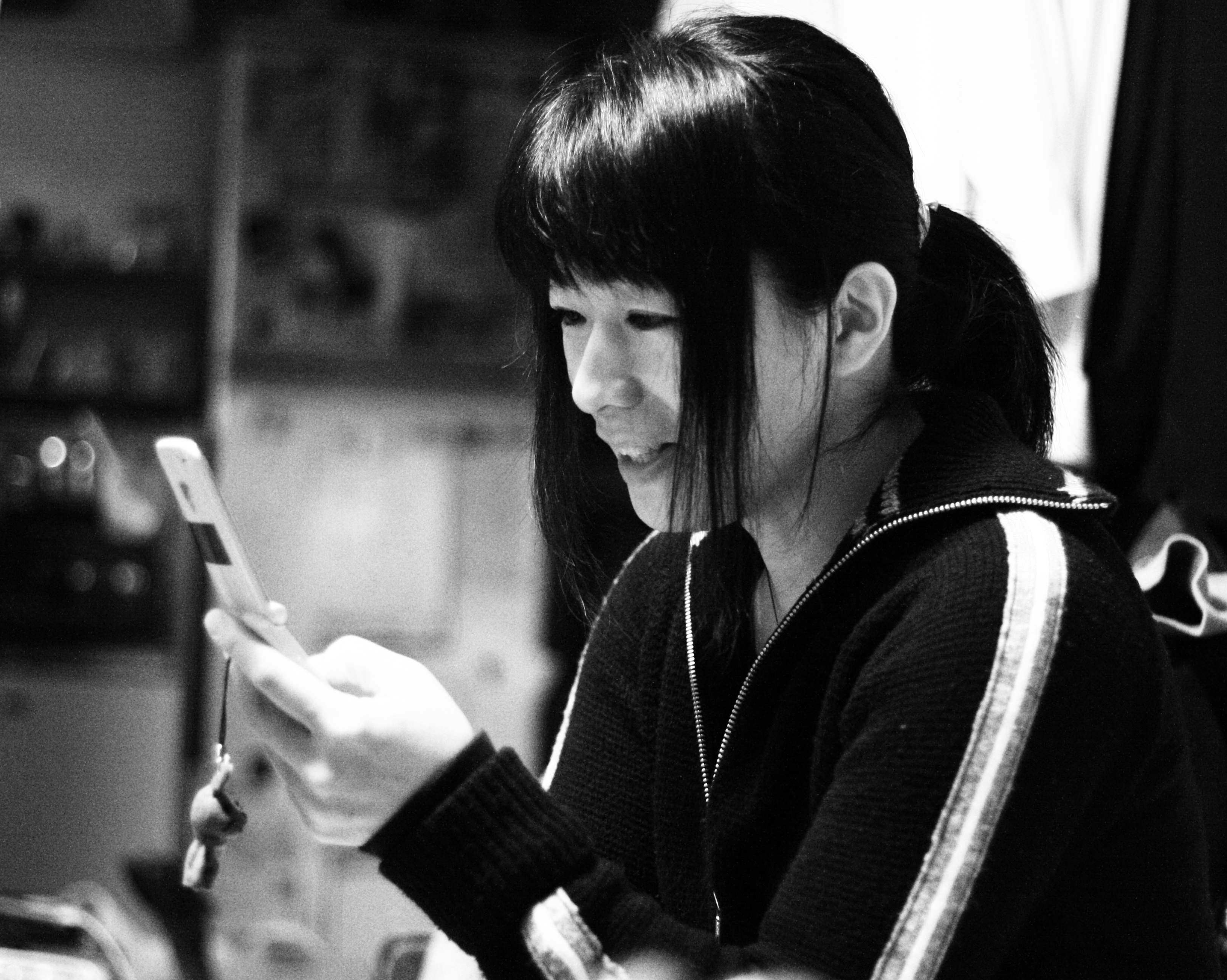
Le cell phone novel sono essenzialmente lette e scritte da giovani donne o adolescenti

La crescita costante di questo fenomeno sociale ha portato anche alla diffusione di nuove mode e nuove sub-culture, quale, ad esempio, il fenomeno culturale della cell phone novel (携帯小説?, keitai shōsetsu, traducibile come "romanzo per cellulare"). Si tratta di un vero e proprio genere letterario sviluppatosi in Giappone nella prima metà degli anni duemila, ma che ha allargato la sua popolarità anche in Cina, Germania e Sudafrica.
Il fenomeno è diffuso soprattutto tra le giovani donne, mentre il genere ruota principalmente intorno ai problemi di coppia, relazioni sessuali, stupri, triangoli amorosi e gravidanze come, ad esempio, la cell phone novel Koizora, opera del 2007 della scrittrice Mika, la quale ricevette circa 12 milioni di visualizzazioni on-line prima di essere trasposta in una serie televisiva e successivamente in un film. Nello stesso anno cinque dei dieci romanzi divenuti best seller erano cell phone novel.

### Decorazioni

Un cellulare giapponese con vari adesivi e lacci attaccati

Tra le mode più in voga tra gli adolescenti giapponesi vi è quella di personalizzare e decorare il proprio cellulare. Si possono decorare sia con piccoli adesivi sia con l'aggiunta del caratteristico laccio chiamato keitai sutorappu (携帯ストラップ?). Quest'ultimo è diventato un accessorio essenziale nella cultura popolare giapponese, tanto da alimentare un vero e proprio business con negozi specializzati che si occupano della loro produzione. I materiali di cui sono composti variano dal vinile alla plastica, dal metallo al cuoio.

### Restrizioni
Nella seconda metà degli anni duemila le compagnie telefoniche NTT docomo e KDDI hanno messo a punto una gamma di cellulari con incluso un collegamento con i sistemi di posizionamento satellitare per consentire ai genitori di sapere in qualsiasi momento dove si trovino i loro figli. Altri apparati bloccano l'ingresso a siti inappropriati o limitano l'uso eccessivo del cellulare stesso. Ciò avveniva soprattutto prima della diffusione degli smartphone, poiché le caratteristiche dei cellulari più semplici agevolavano il compito delle compagnie nel filtrare i contenuti. Sono comunque diffuse applicazioni per aumentare il livello di sicurezza degli smartphone. Sebbene queste contromisure vengano attuate per avere più controllo sulla vita dei figli, i cellulari sono concepiti per essere particolarmente attraenti per gli adolescenti, nella forma come nei colori e nei programmi.
Negli anni novanta non era concesso agli studenti delle scuole superiori l'utilizzo del cellulare all'interno dei locali scolastici, ma questa situazione è cambiata gradualmente negli anni duemila, quando si è passati a una fase di tacita approvazione in modo da facilitare la partecipazione alle attività extra-scolastiche; questo processo fu assecondato anche dagli stessi insegnanti, tant'è che alcuni si rendono disponibili a scambiare il proprio indirizzo e-mail con gli studenti al fine di discutere su questioni troppo delicate da poter essere affrontare di persona, o su questioni che gli studenti non vogliono rendere pubbliche al resto dei compagni.
Vi sono comunque numerosi dibattiti sul tema, sollevati soprattutto da genitori preoccupati dalla possibilità che i figli possano diventare vittime del cyberbullismo o di crimini informatici, specialmente dopo la diffusione degli smartphone. Per questo motivo nel 2009 il Ministero della pubblica istruzione, della cultura, dello sport e della scienza e tecnologia aveva emesso una circolare che consigliava agli istituti scolastici di applicare il divieto di utilizzo dei cellulari all'interno dei locali della scuola per gli studenti delle elementari e delle forti restrizioni per gli studenti più grandi; nel marzo 2014 a Kariya, nella prefettura di Aichi, si pensò addirittura alla possibile applicazione di un coprifuoco che impedisse l'utilizzo dei cellulari da parte degli studenti dopo le ore 21:00.

### Linguaggio

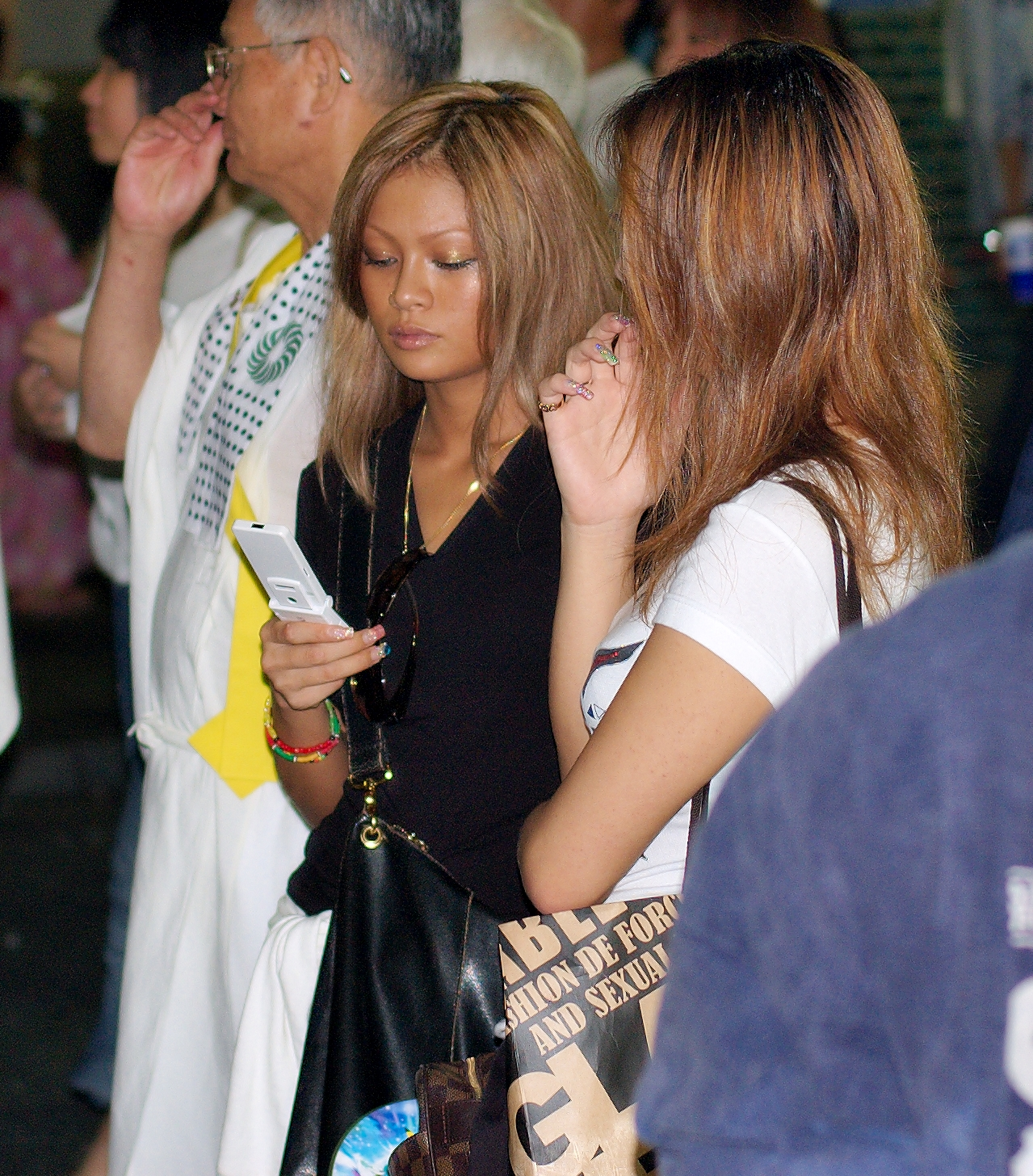
Una ragazza intenta a "messaggiare" con il suo cellulare

La popolarità dei cellulari tra gli adolescenti e l'uso frequente delle e-mail ha dato luogo a una varietà di nuove forme di espressione che fino a quel momento non esistevano nella lingua giapponese.
Il modo ordinario di elaborare un testo di un'e-mail su un cellulare giapponese è premere i tasti numerici (è possibile scegliere cinque consonanti o vocali per tasto) fino a ottenere la parole desiderata, la quale compare sullo schermo in caratteri kana. Poiché in giapponese una frase grammaticalmente corretta si avvale di combinazioni fra kanji e kana, nei cellulari è presente un tasto di conversione che trasforma la parola scritta in kana nella più corretta forma in kanji. Questo anche per evitare problemi di omofonia, in quanto anche le parole più comuni hanno quattro o cinque opzioni fra cui scegliere, ognuna delle quali possiede un significato completamente diverso. I cellulari standard utilizzano un sistema basato sull'utilizzo di un dizionario integrato che associa la pressione di un tasto, per esempio quello in cui è presente la vocale a (あ?), a una lista di predeterminati caratteri kanji o frasi che iniziano con la vocale in questione, che automaticamente appare sul display. La lista è ordinata in base ai caratteri statisticamente più utilizzati, i quali appaiono per primi.
Il linguaggio utilizzato nelle e-mail è però fortemente influenzato da espressioni colloquiali, interiezioni, ideofoni, parole di origine onomatopeica, slang giovanili e neologismi derivate da abbreviazioni che hanno portato alla creazione di veri e propri alfabeti alternativi. Il più importante e famoso tra questi è chiamato gyaru-moji (ギャル文字? in cui il termine gyaru è la giapponesizzazione del termine inglese gal, che significa "giovane ragazza", mentre il termine moji significa letteralmente "alfabeto"). Questo speciale alfabeto è caratterizzato dall'utilizzo di caratteri latini in sostituzione dei caratteri hiragana. Per esempio Lt non corrisponderebbe alle lettere L e t, ma bensì al carattere hiragana ke (け?). Il punto in comune è la somiglianza tra i due gruppi di caratteri. Oltre ai caratteri latini è comune l'utilizzo di lettere dell'alfabeto greco e russo, i quali possono essere utilizzati anche contemporaneamente ai caratteri giapponesi. L'origine del gyaru-moji è riconducibile alla volontà delle giovani ragazze che in passato volevano nascondere il significato dei loro messaggi ai genitori, agli insegnanti o ai compagni di scuola.
Un'altra particolarità è l'utilizzo di speciali emoticon in codice ASCII e in caratteri Shift-JIS (ASCII art e Shift-JIS art), oltre ad emoticon animate chiamate emoji e kaoani, le quali vengono utilizzate anche nei forum e nelle chat.

## Aspetti controversi

### Galateo

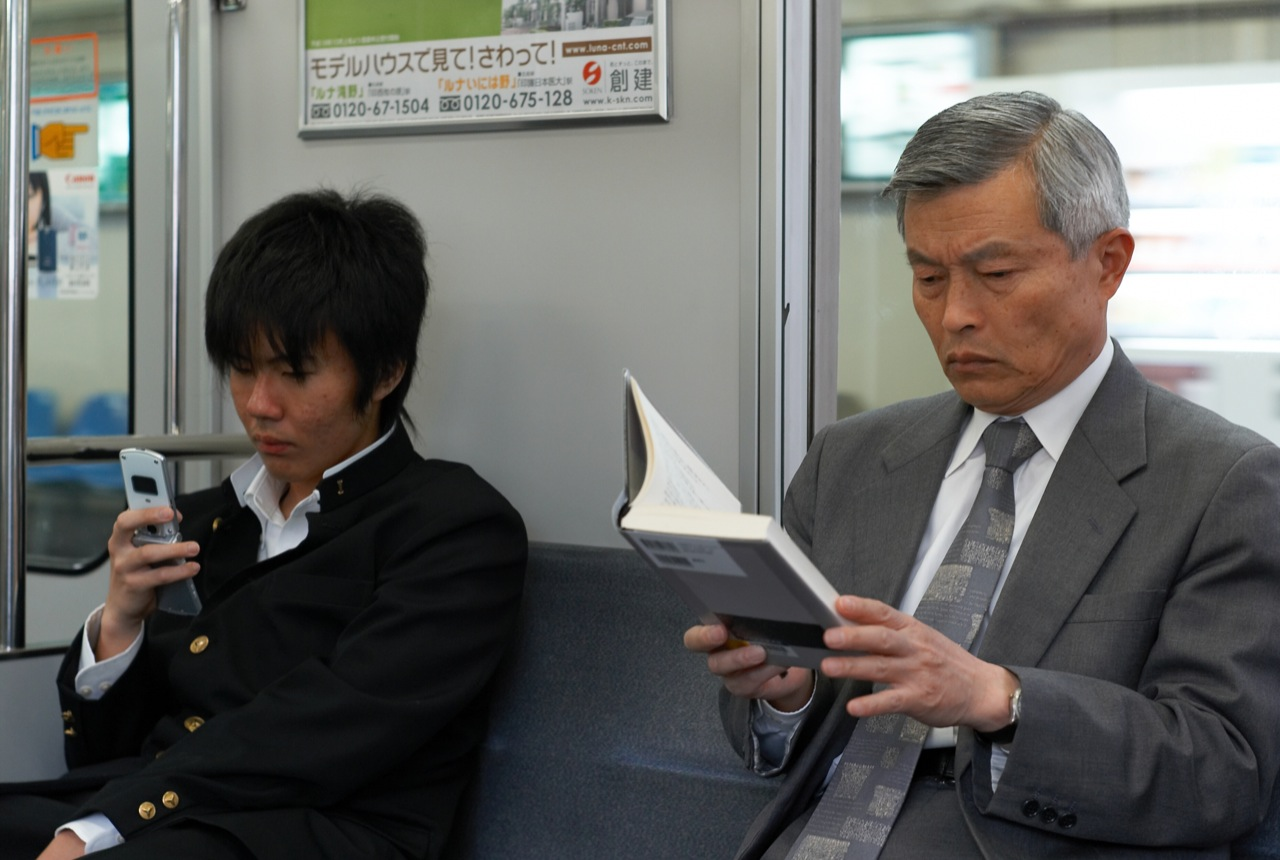
In Giappone è maleducazione effettuare chiamate o rispondere al telefono quando si è in treno o in metropolitana

Con la diffusione dei cellulari su larga scala e del conseguente fenomeno all'interno di ogni aspetto quotidiano della vita dei giapponesi, sono state stabilite delle precise etichette, norme comportamentali da seguire e rispettare per non arrecare fastidio o disagio alle persone intorno. Per esempio è considerato maleducato rispondere al telefono nei luoghi pubblici, soprattutto in treno o in metropolitana, dove i pendolari sono invitati, tramite specifici annunci, a impostare la modalità "silenziosa" o "vibrazione" nei propri cellulari. Nei cinema, invece, è deprecato anche lasciare acceso il cellulare, in quanto la luce emanata dal display può causare fastidio alle persone vicine. Anche negli ospedali è buona educazione spegnere il cellulare, in quanto le onde elettromagnetiche possono causare disturbo con le apparecchiature mediche o con i pacemaker dei pazienti.

### Dipendenza
Nonostante ne sia vietato l'utilizzo in diverse circostanze, alcune persone non riescono a evitarne l'uso compulsivo, arrivando a sviluppare un comportamento simile alla dipendenza. Uno studio del 2009 ha evidenziato tale dipendenza nelle persone che hanno tratti comuni con coloro che mostrano una personalità dipendente. Caratteristiche quali scarso autocontrollo, bassa autostima e la ricerca dell'approvazione incondizionata sono tratti comuni presenti nei soggetti dipendenti dai loro telefoni cellulari, reperibili in qualsiasi altra dipendenza come ad esempio l'alcolismo. Il progresso tecnologico che ha portato i cellulari a dotarsi di GPS, lettori musicali, macchine fotografiche, navigazione web e posta elettronica è uno degli aspetti che può causare nei soggetti che ne fanno uso una dipendenza dai telefonini.
Nel 2014 il Dipartimento dei vigili del fuoco di Tokyo ha posto luce sul problema degli incidenti causati dai pedoni o ciclisti che non rinunciano all'uso del cellulare nemmeno durante i loro spostamenti, che rappresenterebbero il 41% degli incidenti totali relativi all'uso del telefonino. Nella sola capitale giapponese, dal 2009 al 2013 gli incidenti di questo tipo sfociati in un ricovero in ospedale della vittima sono stati 122.

### Bullismo
Il cellulare, se usato in modo inappropriato, può diventare anche uno strumento di tortura psicologica. Difatti in Giappone è piuttosto diffuso il cosiddetto "cyberbullismo da cellulare", che nell'anno fiscale 2007-2008 ha fatto registrare 5 899 casi con un aumento del circa l'1% rispetto all'anno precedente. Inoltre il 98% dei casi riguardavano ragazzi di 17 anni o più giovani.
Tra i metodi più comuni vi sono l'invio di e-mail con insulti e minacce direttamente sul cellulare delle vittime, l'invio di e-mail con immagini che mostrano i genitali delle vittime ai compagni di classe e l'invio di insulti sui siti web della scuola. Per combattere questo problema le scuole forniscono agli studenti un indirizzo e-mail da contattare nel caso di violenze subite, e nel 2013 questo sistema è stato ulteriormente perfezionato con l'aggiunta di un servizio via web consultabile tramite cellulare che consente agli studenti di inviare i propri rapporti sul bullismo subìto.